# Grand Prix de Beuvry-la-Forêt
Le Grand Prix de Beuvry-la-Forêt est une course cycliste disputée au mois de juin à Beuvry-la-Forêt. Avant sa disparition, elle fait partie du calendrier national de la Fédération française de cyclisme.
La course est courue au mois d'aout jusqu'en 2012. De 2005 à 2008, elle est inscrite au calendrier de l'UCI Europe Tour en catégorie 1.2.

## Palmarès depuis 1985
| Année | Vainqueur              | Deuxième            | Troisième            |
| ----- | ---------------------- | ------------------- | -------------------- |
| 1985  | Alain Molmy            |                     |                      |
| 1988  | Philippe Duhamel       |                     |                      |
| 1989  | Jean-François Laffillé |                     |                      |
| 1990  | Wim Omloop             | Fabrice Debrabant   | Chris Peers          |
| 1991  | Naglis Ciplijauskas    | Linas Knistautas    | Artūras Kasputis     |
| 1992  | Albert Delrue          | Joona Laukka        | Zdzisław Wrona       |
| 1993  | Artūras Kasputis       | Remigius Lupeikis   | Fabrice Debrabant    |
| 1994  | Remigius Lupeikis      | Grégory Barbier     | Artūras Trumpauskas  |
| 1995  | Jean-Claude Thilloy    | Jean-Philippe Loy   | Nicolas L'Hôte       |
| 1996  | Romāns Vainšteins      | Thierry Bricaud     | Danny In 't Ven      |
| 1997  | Denis Dugouchet        | Philippe Duhamel    | Jean-Michel Thilloy  |
| 1998  | Fabrice Debrabant      | Jean-Claude Thilloy | Saulius Ruškys       |
| 1999  | Raimondas Vilčinskas   | Saulius Ruškys      | Nicolas L'Hôte       |
| 2000  | Pascal Carlot          | Grégory Faghel      | Nicolas L'Hôte       |
| 2001  | Jurgen De Buysschere   | Nicolas L'Hote      | Ivan Moreau          |
| 2002  | Danny In 't Ven        | Tom De Meyer        | Serge Oger           |
| 2003  | Aivaras Baranauskas    | Frédéric Delalande  | Antoine Nys          |
| 2004  | Stéphane Pétilleau     | Martial Locatelli   | Frédéric Mille       |
| 2005  | Maint Berkenbosch (nl) | Mickaël Delattre    | Stéphane Bonsergent  |
| 2006  | Jean Zen               | Sergey Kolesnikov   | Anthony Jaunet       |
| 2007  | Vytautas Kaupas        | Mindaugas Striška   | Michel Lelièvre      |
| 2008  | Aivaras Baranauskas    | Florian Vachon      | Jean-Marc Bideau     |
| 2009  | Gaylord Cumont         | Dmitry Samokhvalov  | Kalle Kriit          |
| 2010  | Pierre-Luc Périchon    | Mickael Olejnik     | Kévin Lalouette      |
| 2011  | Jocelyn Lemperriere    | Mickael Olejnik     | Romain Fondard       |
| 2012  | Alexandre Gratiot      | Mathieu Desniou     | Ryan Aitcheson       |
| 2013  | Méven Lebreton         | Benoît Daeninck     | Nicolas Garbet       |
| 2014  | Vincent Ginelli        | Benoît Daeninck     | Oskar Nisu           |
| 2015  | Alexandre Gratiot      | Joonas Jõgi         | Benjamin Le Roscouët |